# Vanessa tameamea
Vanessa tameamea (лат.) — вид бабочек из рода Ванессы, семейства нимфалид.

## Этимология
Вид был назван в честь королевского Дома Камеамеа, правившего в Королевстве Гавайи. Последний правитель этой линии, Камеамеа V, умер в 1872 году, незадолго до того, как вид был описан. Видовой эпитет tameamea — это устаревшая и частично неправильная транскрипция «Kamehameha».

## Ареал и систематика
Эндемик Гавайских островов. Населяет лесные опушки, поляны, обочины дорог, луга, берега рек и т. д. Часто наблюдается в антропогенных биотопах.

## Описание
Половой диморфизм не выражен. Центральная ячейка на задних крыльях замкнута. Внешний край крыльев волнистый с одним более заметным выступом на жилке M1 на передних крылья. Наружный край задних крыльев без заметных выступов. Крылья снизу с рядом субмаргинальных глазчатых пятен.

## Биология
Кормовые растения гусениц: семейство Urticaceae, в частности Pipturus albidus, Urera spp., Boehmeria grandis, Touchardia latifolia, Neraudia spp. Гусеницы развиваются в свернутых в трубку листьях кормовых растений. Куколка свободная и прикрепляется головой вниз.